# Parafia Trójcy Przenajświętszej w Baniłowie Górnym
Parafia Trójcy Przenajświętszej w Baniłowie Górnym – parafia rzymskokatolicka, znajdująca się w archidiecezji lwowskiej, w dekanacie Czerniowce. W parafii posługują księża archidiecezjalni. Według stanu na marzec 2024 w parafii posługiwali księża z parafii św. Róży z Limy w Dawydiwce, której proboszczem jest ks. Roman Łysak. 